# Городецька Інна Олександрівна
І́нна Олекса́ндрівна Городе́цька (нар. 17 грудня 1914, Кам'янець-Подільський — пом. 20 листопада 1972, Харків) — українська радянська художниця. Членкиня Харківської організації Спілки радянських художників України з 1958 року.

## Біографічні відомості
Народилася 17 грудня 1914 року у місті Кам'янці-Подільському (нині Хмельницька область, Україна). Протягом 1933—1938 років навчалась у Харківському художньому училищі; у 1938—1947 роках (з перервою) — у Харківському художньому інституті, де її викладачами, зокрема, були Семен Прохоров, Олексій Кокель, Василь Касіян, Юрій Садиленко.
Жила у Харкові, в будинку на вулиці Отакара Яроша, № 21 а, квартира 31. Була одружена з художником Іллєю Васильченком.
Помела у Харкові 20 листопада 1972 року.

## Творчість
Працювала в жанрі станкового живопису і графіки. Авторка пейзажів, портретів, натюрмортів. Серед робіт:
- літографія «Максим Горький і Антін Макаренко у трудовій дитячій колонії у Куряжі» (1952);

живопис
- «На птахофермі» (1957);
- «Веселий вітер» (1960);
- «Після грози» (1960);
- «Думи» (1961);
- «Весна. Берізки» (1963);
- «Майбутній чемпіон»  (1964);
- «Осінній пейзаж» (1965);
- «Зимовий пейзаж» (1966);
- «Яблуні» (1967);
- «Струмочок» (1968);
- «Весняний крос» (1970);

портрети
- «Гуцулка» (1954);
- «Ланкова Степаненко» (1961);

естампи
- «Берізки» (1956);
- «У дворі» (1957);
- «Соняхи» (1957);
- «На стадіоні» (1957).

Брала участь у республіканських виставках з 1952 року. Персональна виставка відбулася в Харкові посмертно у 1976 році.
Окремі картини художниці зберігаються у Харківському художньому музеї.

### Рекомендована література
- Инна Александровна Городецкая : каталог выставки, организованной к 60-летию со дня рождения художницы / Харьковская организация Союза художников УССР, Харьковский художественный музей ; [авт. вступ. ст. и сост. кат. Е. С. Фаддеева]. - Харьков : [б. и.], 1976. - 31, [2] с. : ил.